# Okresní soud v Novém Jičíně
Okresní soud v Novém Jičíně je okresní soud se sídlem v Novém Jičíně, jehož odvolacím soudem je Krajský soud v Ostravě. Nachází se v budově s bezbariérovým přístupem v Tyršově ulici a rozhoduje jako soud prvního stupně ve všech trestních a civilních věcech, ledaže jde o specializovanou agendu (nejzávažnější trestné činy, insolvenční řízení, spory ve věcech obchodních korporací, hospodářské soutěže, duševního vlastnictví apod.), která je svěřena krajskému soudu.
V Novém Jičíně působil v letech 1850–1949 také krajský soud, poté byl nahrazen ostravským krajským soudem, takže od té doby zde působí už jen soud okresní.

## Soudní obvod
Obvod Okresního soudu v Novém Jičíně se zcela neshoduje s okresem Nový Jičín, patří do něj území všech těchto obcí:
Albrechtičky •
Bartošovice •
Bernartice nad Odrou •
Bílov •
Bílovec •
Bítov •
Bordovice •
Bravantice •
Frenštát pod Radhoštěm •
Fulnek •
Heřmanice u Oder •
Heřmánky •
Hladké Životice •
Hodslavice •
Hostašovice •
Jakubčovice nad Odrou •
Jeseník nad Odrou •
Jistebník •
Kateřinice •
Klimkovice •
Kopřivnice •
Kujavy •
Kunín •
Libhošť •
Lichnov •
Luboměř •
Mankovice •
Mořkov •
Mošnov •
Nový Jičín •
Odry •
Olbramice •
Petřvald •
Příbor •
Pustějov •
Rybí •
Sedlnice •
Skotnice •
Slatina •
Spálov •
Starý Jičín •
Studénka •
Suchdol nad Odrou •
Šenov u Nového Jičína •
Štramberk •
Tichá •
Tísek •
Trnávka •
Trojanovice •
Velké Albrechtice •
Veřovice •
Vražné •
Vrchy •
Vřesina •
Závišice •
Zbyslavice •
Ženklava •
Životice u Nového Jičína